# Beheaded
A Beheaded máltai death metal együttes. 1991-ben alakultak Fgura városában.

## Története
Chris Brincat dobos és David Bugeja gitáros alapította. Ők voltak az első máltai death metal együttes. A tagok elmondták, hogy mivel nagy részben katolikusok által lakott országban élnek, számtalan negatív visszajelzést kaptak zenekaruk kapcsán. Első kiadványuk egy demó volt 1995-ben. 1996-ban szerződtek le a svéd "X-Treme Records" kiadóhoz. Első nagylemezüket 1996-ban rögzítették és 1998-ban adták ki. Az album 10-ből 7-es értékelést kapott a Terrorizer Magazine-tól és a Kerrang! magazin is pozitívan nyilatkozott róla. 1998-ban már koncerteztek Máltán kívül is, Szlovákiában, Csehországban és Németországban. Olyan nevek nyitó zenekaraként játszottak, mint a Vader, a Dying Fetus vagy a Deranged. 2000-ben egy EP-t is megjelentettek. Második nagylemezüket 2002-ben adták ki, a dán "Mighty Music" kiadó gondozásában. Az album 9-es értékelést kapott a Terrorizer Magazine-tól.  2004-ben leszerződtek a Deeds of Flesh nevű technikás death metal zenekar tagjai által alapított "Unique Leader Records" kiadóhoz. Harmadik albumukat 2005-ben jelentették meg. 2012-ben és 2014-ben is piacra dobtak albumokat. 2014-ben Chris Brincat dobos elhagyta az együttest. Jelenlegi lemezkiadójuk az "Agonia Records".

## Tagok
- David Cachia - basszusgitár
- Frank Calleja - ének
- Omar Grech - gitár
- Simone Brigo - gitár
- Davide Billia - dob

Korábbi tagok
- Alan Briffa - ének
- Tysone Fenech - gitár
- David Bugeja - gitár
- Lawrence Joyce - ének
- Melchior Borg - ének
- Chris Mintoff - gitár
- Nicky Farrugia - gitár
- Malcolm Alden - ének
- James Horton - gitár
- Clint Aquilina - ének
- Chris Brincat - dob
- Bernard Testa - ének
- Etienne Cassar - basszusgitár
- Jason Fenech - gitár

## Diszkográfia
- Souldead (demó, 1995)
- Perpetual Mockery (album, 1998)
- Resurgence of Oblivion (EP, 2000)
- Ominous Bloodline (album, 2005)
- Never to Dawn (album, 2012)
- Beast Incarnate (album, 2017)
- Only Death Can Save You (album, 2019)